# Muharram

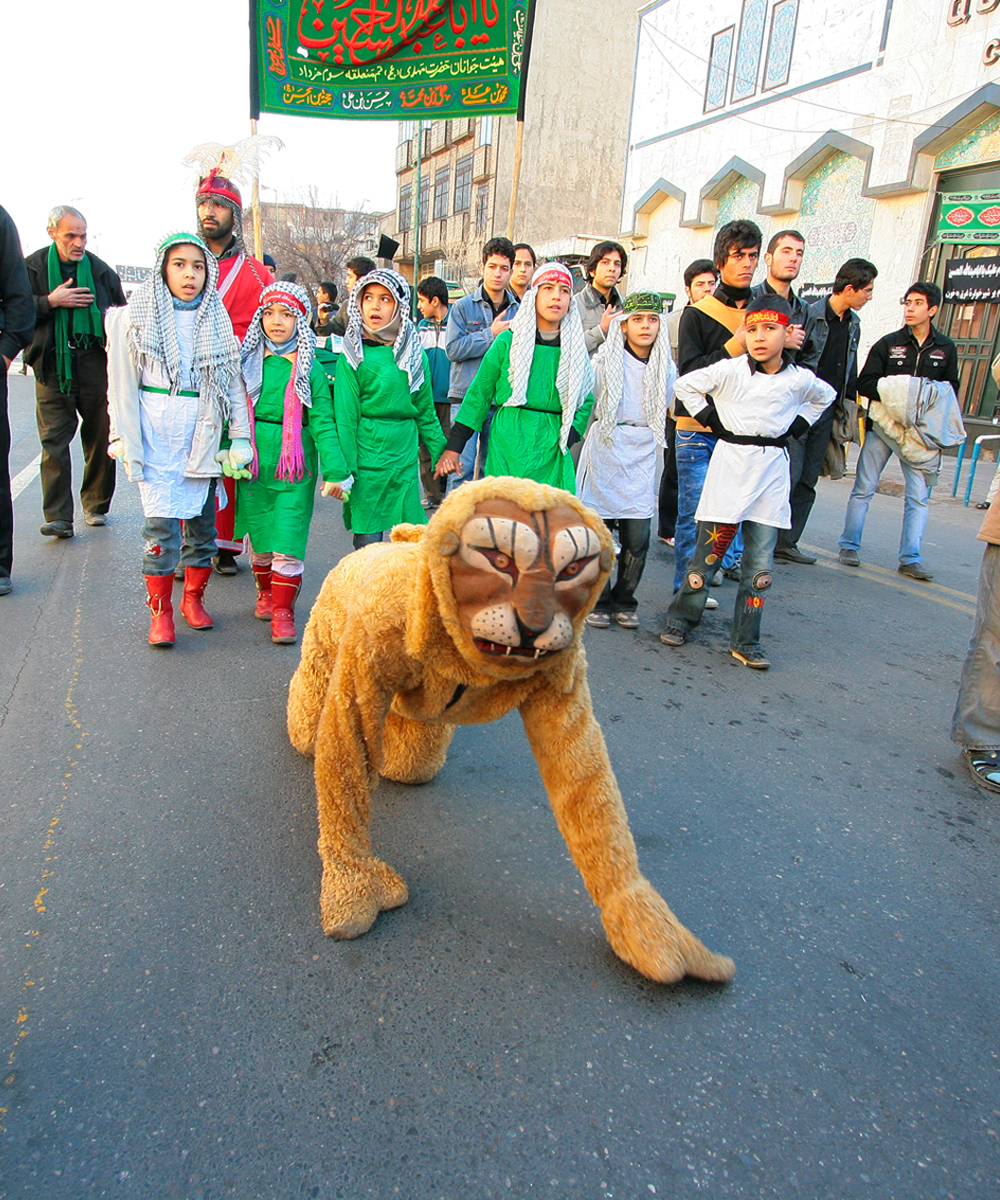
Commemorazione di Muharram in Iran.

Nel calendario islamico, Muharram (in arabo محرم‎? muḥarram) è il primo mese dell'anno e uno dei quattro mesi sacri.
Il primo giorno di muharram è il capodanno islamico. 
La festività di muharram è particolarmente sentita nel mondo sciita, che commemora la battaglia di Kerbala, nel corso della quale cadde il figlio di Alì, Husayn ibn Ali. Tale commemorazione raggiunge il suo apice il 10 del mese, giorno della ʿāshūrāʾ.
La festività di ʿāshūrāʾ viene celebrata anche in diverse parti del mondo sunnita, e in particolare in Nordafrica, dove peraltro ha una connotazione nettamente gioiosa, connessa più con le festività dell'inizio dell'anno che con il lutto per il nipote del Profeta.
Sono diverse le spiegazioni religiose che vengono fornite per questa celebrazione al di fuori del mondo sciita. Secondo alcuni questa festa celebrerebbe il passaggio del Mar Rosso da parte di Mosè in fuga dal Faraone. Secondo altri, nel decimo giorno di muharram sarebbero stati creati Adamo ed Eva, il paradiso e l'inferno, la vita e la morte, il destino e la penna (il "calamo").
Presso gli sciiti è di rigore il digiuno per i primi dieci giorni di muharram, e spesso anche i sunniti celebrano la ʿāshūrāʾ con un digiuno, anche se in questo caso si tratta di un digiuno "volontario" e non obbligatorio come durante il Ramadan.
Secondo alcune interpretazioni, la celebrazione di un capodanno islamico, con feste, scambi di doni ecc., è considerata bid'a ("innovazione non ortodossa") o addirittura haram ("vietata").

## Avvenimenti importanti
- Il 1 muharram, alcuni musulmani celebrano l'inizio dell'anno islamico.
- Il 2 muharram, gli sciiti cominciano ad osservare la commemorazione di muharram che ricorda la battaglia di Kerbala. In quel giorno al-Husayn entrò a Kerbala.
- Il 7 muharram, al-Husayn ibn Ali venne tagliato fuori dalle fonti d'acqua.
- Il 10 muharram, si commemora la cashura.
- Il 25 muharram, il quarto imam sciita, Ali ibn al-Husayn, detto Zayn al-‘Ābidīn, subì il martirio.

## Calendario
| Calendario gregoriano | Calendario islamico | Inizio       | Fine         |
| --------------------- | ------------------- | ------------ | ------------ |
| 1994                  | 1415                | 11 giugno    | 9 luglio     |
| 1995                  | 1416                | 31 maggio    | 28 giugno    |
| 1996                  | 1417                | 19 maggio    | 16 giugno    |
| 1997                  | 1418                | 8 maggio     | 6 giugno     |
| 1998                  | 1419                | 28 aprile    | 26 maggio    |
| 1999                  | 1420                | 17 aprile    | 16 maggio    |
| 2000                  | 1421                | 6 aprile     | 4 maggio     |
| 2001                  | 1422                | 26 marzo     | 23 aprile    |
| 2002                  | 1423                | 15 marzo     | 13 aprile    |
| 2003                  | 1424                | 4 marzo      | 2 aprile     |
| 2004                  | 1425                | 21 febbraio  | 21 marzo     |
| 2005                  | 1426                | 10 febbraio  | 10 marzo     |
| 2006                  | 1427                | 31 gennaio   | 28 febbraio  |
| 2007                  | 1428                | 20 gennaio   | 18 febbraio  |
| 2008                  | 1429                | 10 gennaio   | 7 febbraio   |
| 2008-2009             | 1430                | 29 dicembre  | 27 gennaio   |
| 2009-2010             | 1431                | 18 dicembre  | 16 gennaio   |
| 2010-2011             | 1432                | 7 dicembre   | 5 gennaio    |
| 2011                  | 1433                | 27 novembre  | 26 dicembre  |
| 2012                  | 1434                | 15 novembre  | 13 dicembre  |
| 2013                  | 1435                | 5 novembre   | 3 dicembre   |
| 2014                  | 1436                | 25 ottobre   | 23 novembre  |
| 2015                  | 1437                | 14 ottobre   | 12 novembre  |
| 2016                  | 1438                | 2 ottobre    | 31 ottobre   |
| 2017                  | 1439                | 21 settembre | 19 ottobre   |
| 2018                  | 1440                | 11 settembre | 9 ottobre    |
| 2019                  | 1441                | 31 agosto    | 28 settembre |
| 2020                  | 1442                | 20 agosto    | 17 settembre |